# 長谷川靜香
長谷川靜香（1988年9月16日—）是日本的聲優，東京都出身，血型為AB型。所屬事務所為Space Craft Entertainment。

## 出演作品

### 電視動畫
2001年
- 天使的尾巴（イヌのナナ）

2002年
- 朝霧的巫女（稗田珠）
- 天使的尾巴Chu!（イヌのナナ）
- 哨聲響起（櫻井美雪）
- 柏拉圖之鏈（ユキ）

2004年
- 愛你寶貝（なみこちゃん）
- 雙戀（雛菊露露）

2005年
- 奇幻魔法Melody（晴美）
- 雙戀Alternative（雛菊露露）

2006年
- 犬神！（友羽）

2007年
- 藍蘭島漂流記（雪乃、幻十丸）
- 幸運☆星（小早川優）
- 火箭女孩（三浦茜）

### 劇場版動畫
- 犬神! THE MOVIE 特命靈的捜査官、假名史郎!（友羽）

### OVA
- 幸運☆星（小早川優）

### 遊戲
- 犬神! feat.Animation（友羽）
- 天使的尾巴（イヌのナナ） ※和野川櫻、清水芽衣、平野綾共同演出遊戲的CM
- 雙戀（雛菊露露）
- （雛菊露露）
- （小早川優）
- （小早川優）

### 電台節目
- （大阪放送，2001年10月－2002年3月）
- 電撃G's Radio（文化放送，2003年1月－2004年6月）
  - 組成聲優團體Puppy's
- （大阪放送，2006年4月－2008年3月30日）
- （2006年5月－）
- （MBS電台，2006年10月11日－2007年4月4日，只負責最後5分鐘的部分）
- （MBS電台，2007年4月12日－2008年4月3日，只負責最後5分鐘的部分）
- （MBS電台，2008年4月8日－2009年1月6日，只負責最後5分鐘的部分）

### 網上電台節目
- （Oh!sama TV內播出：2007月1月－2007月9月，與名塚佳織合作演出）

### 廣播劇
- 魔法老師（春日美空）

## 外部連結
- （日語）SHIZUKA流 （页面存档备份，存于）舊部落格
- （日語）SHIZUKA流部落格